# عبد الملك محمد يوسف عبد السلام
عبد الملك محمد يوسف عبد السلام (المعروف أيضًا باسم عمر القطري وعمر الطيار) هو مقاتل مُصنف إرهابيًا من أصل فلسطيني أردني، يحمل أيضًا الجنسية القطرية. وهو مصنف إرهابياً من قبل الولايات المتحدة والأمم المتحدة بسبب دعمه المالي والمادي والتكنولوجي لتنظيم القاعدة وجبهة النصرة.

## خلفية
عبد السلام من مواليد 13 يوليو 1989. وهو ابن أبي عبد العزيز القطري.
أبو عبد العزيز القطري هو أحد كبار مقاتلي القاعدة ومؤسس الجماعة الإسلامية المسلحة السورية جند الأقصى. وقد ظهر على العديد من قوائم العقوبات في جميع أنحاء العالم لدوره في الإرهاب وتمويل الإرهاب.
وهو مرتبط بمحسن الفضلي، الزعيم الرئيسي لمجموعة خراسان المرتبطة بالقاعدة في سوريا. كما كان مسؤولاً عن تسهيل تمويل المانحين مع قادة تنظيم القاعدة المقيمين في إيران من خلال تسليم إيصالات تؤكد أن تنظيم القاعدة تلقى تمويلاً من مانحين أجانب. وفي عام 2011، قام بتسليم آلاف الدولارات إلى الفضلي في إيران.
وفي عام 2011، شارك في هجوم ضد القوات الأمريكية في أفغانستان. وفي عام 2012، سافر إلى جميع أنحاء الخليج العربي وبلاد الشام وإيران وجنوب شرق آسيا، وقام بتجنيد الأعضاء وتقديم الدعم اللوجستي لتنظيم القاعدة. كما حضر أيضًا معسكرًا تدريبيًا لتنظيم القاعدة في عام 2012، يقع في وزيرستان، والذي ربطه بشكل مباشر بتقديم الدعم لعمليات تنظيم القاعدة.
كما ساعد الجماعة في تجنيد وتنظيم سفر الجهاديين، وخاصة السوريين المقيمين في تركيا، للقتال إلى جانب جبهة النصرة، فرع تنظيم القاعدة في سوريا. بالإضافة إلى ذلك، كان متورطًا في تمويل الإرهاب من خلال جمع الأموال لتنظيم القاعدة عبر الإنترنت وتحويل عشرات الآلاف من اليورو إلى كبار قادة القاعدة بمساعدة خليفة السبيعي. وعمل مع متطرفين بارزين في لبنان، بما في ذلك إبراهيم البكر [الإنجليزية]، من خلال الحصول على الأسلحة ونقلها إلى سوريا.
وفي مايو 2012، ألقي القبض عليه في بيروت أثناء محاولته الذهاب إلى قطر لنقل الأموال وإرسالها إلى تنظيم القاعدة. وبحسب ما ورد قام بتحويل 4 ملايين دولار إلى والده من حساب مصرفي أردني قبل اعتقاله، مدعياً أنه يعمل في شركة بورش التابعة لوالده في قطر. وعلى الرغم من اعتقاله، فقد حافظ على الاتصالات وربط المعتقلين في لبنان بالمقاتلين المتطرفين في سوريا ولبنان. وحاولت جبهة النصرة إطلاق سراحه من السجن عام 2013 من خلال التوسط في عملية تبادل مع رهائن لبنانيين. وأطلق سراحه لاحقاً من السجن اللبناني، ورُحِلَ إلى الأردن في فبراير/شباط 2016، واحتجزته المخابرات الأردنية لعدة أشهر. أطلق سراحه فيما بعد وصودِرَ جواز سفره.